# クランフィールド大学
クランフィールド大学（英語: Cranfield University）は、科学、工学、設計、技術、マネジメントに特化したイギリスの公立大学院大学。イギリス軍、特にイギリス空軍と深い関わりを持つ。

## 概要
1946年、カレッジ・オブ・エアロノーティクス（College of Aeronautics, CoA）として設立。1950年代から1960年代にかけて、航空研究が発展し、製造や経営など他の分野の成長と多様化が進み、1967年にはクランフィールド経営大学院が創設された。1969年、クランフィールド工科大学（Cranfield Institute of Technology）と改称され、勅許により法人化され、学位授与権を得て、ユニバーシティとなった。1993年、現在の名称に改称。
ベッドフォードシャー州クランフィールドにクランフィールド空港と教育や研究に使用される独自の航空機を有する特殊なメインキャンパスを、オックスフォードシャー州南西部のシュリベンハムにあるイギリス国防アカデミーに第2キャンパスを構える。

## 沿革

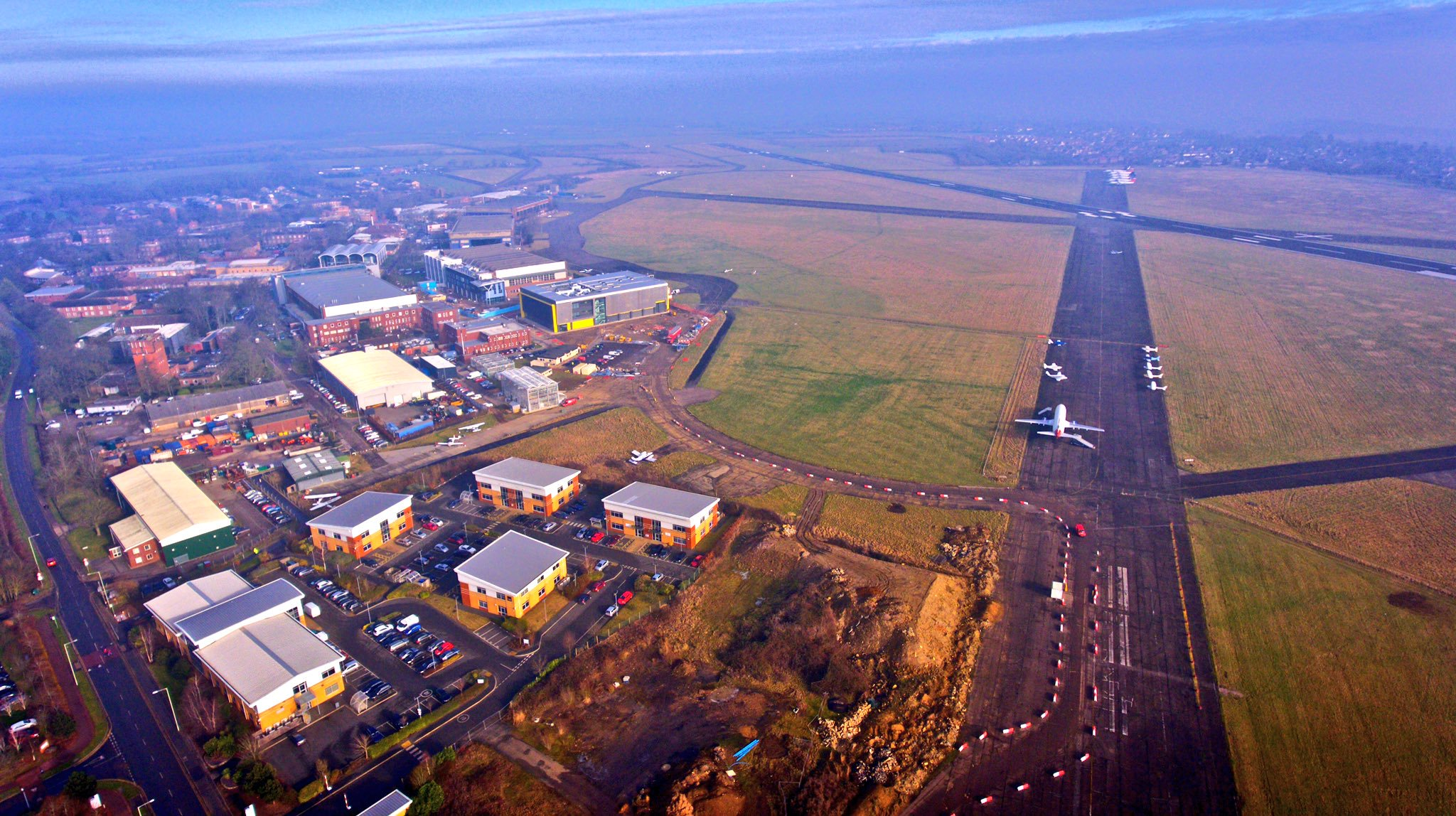
空から俯瞰したクランフィールド大学

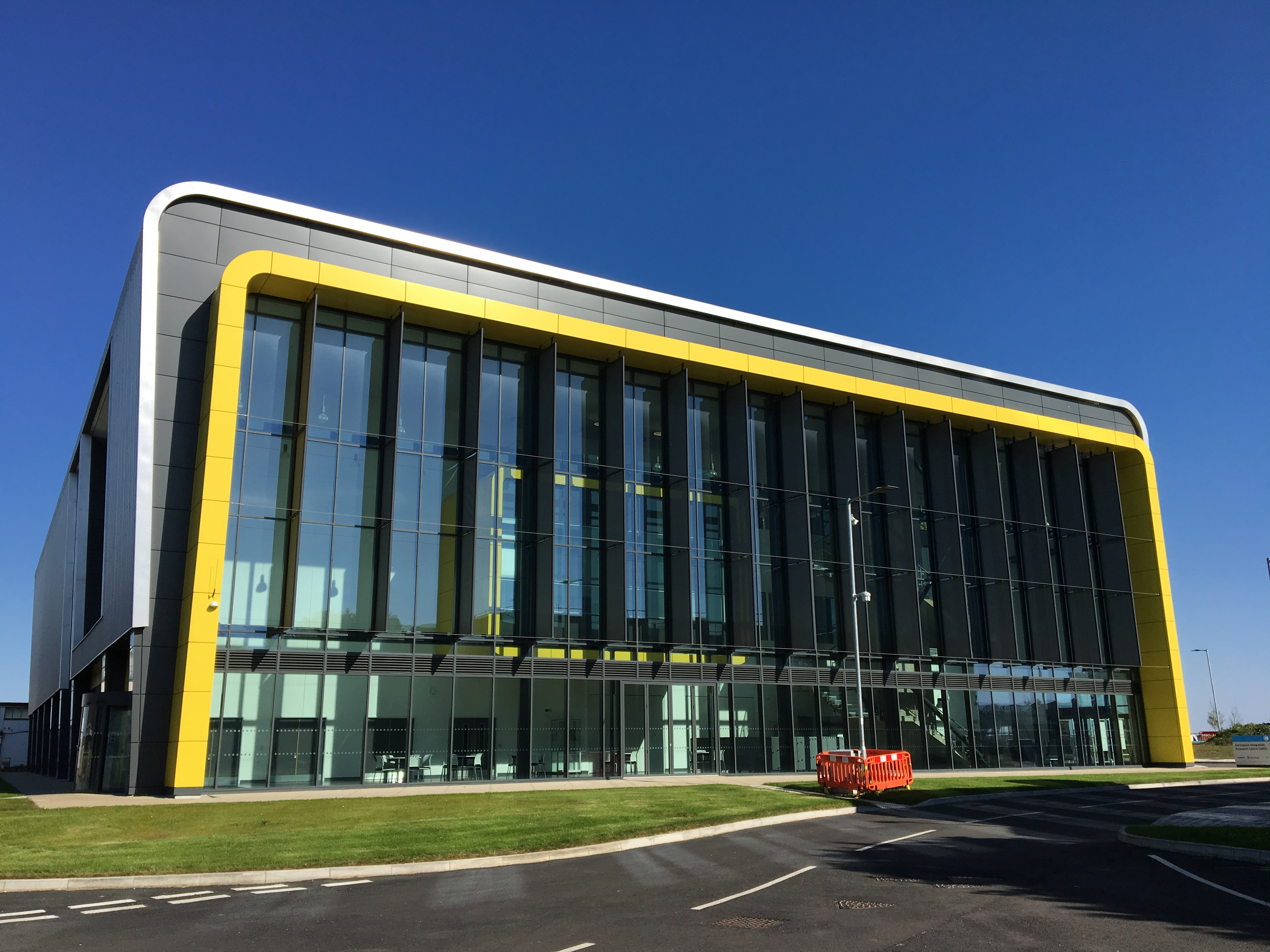
クランフィールド大学AIRC

### カレッジ・オブ・エアロノーティクス（1946年 - 1969年）
1946年、当時の英国空軍の基地であったクランフィールド空軍基地に、カレッジ・オブ・エアロノーティクス（College of Aeronautics）として設立された。この大学の発展に大きな役割を果たしたのが、ロックスビー・コックス（後のキングス・ノートン卿）で、1945年に大学の初代総長に任命され、その後副総長、理事長（1962年 - ）を歴任している。コックス氏は、1967年にクランフィールド経営大学院を設立するなど、大学の多角化を推進し、勅許と学位授与権の取得を成功させた。1969年にそれが認められ、クランフィールド工科大学の初代学長となり、1997年まで在任した。

### クランフィールド工科大学（1969年 - 1993年）
1969年、クランフィールド工科大学として勅許により法人化され、独自の学位授与権が与えられ、大学として独立した。
1963年にベッドフォードシャー州シルソーに設立された国立農業工学カレッジを、1975年に吸収合併し、シルソー・カレッジとして運営された。
1984年には、シュリベンハムにあるサンドハースト王立陸軍士官学校と学術提携を締結した。サンドハースト王立陸軍士官学校の起源は1772年まで遡ることができるが、現在はイギリス国防アカデミーの一部となっており、2009 年からは「クランフィールド・ディフェンス・アンド・セキュリティ」と呼ばれている。サンドハースト王立陸軍士官学校は、2007年頃から完全に大学院に移行し、学部課程は移転した。

### クランフィールド大学（1993年 - 現在）
1993年の勅許により、クランフィールド大学に名称が変更された。
2003年、完全に大学院大学に移行し、シュリベンハム・キャンパスで最後の学部生が入学した。
2007年には、オーストラリア連邦南オーストラリア州のアデレードに、カーネギー・メロン大学とともに同大初の国際キャンパスがケント公エドワードによって開設された。このキャンパスでは、現地の教育機関と提携し、また一部の遠隔教育コースを利用して、防衛管理・技術に関する短期間の大学院学位が提供されたが、南オーストラリア州への国防機能の集約は十分に行われず、十分な学生を集めることができなかったため、2010年にキャンパスは閉鎖されることになった。
2009年、シルソー・カレッジが閉鎖される。同カレッジの機能はクランフィールドのメインキャンパスに移動した。

## 所在地とキャンパス

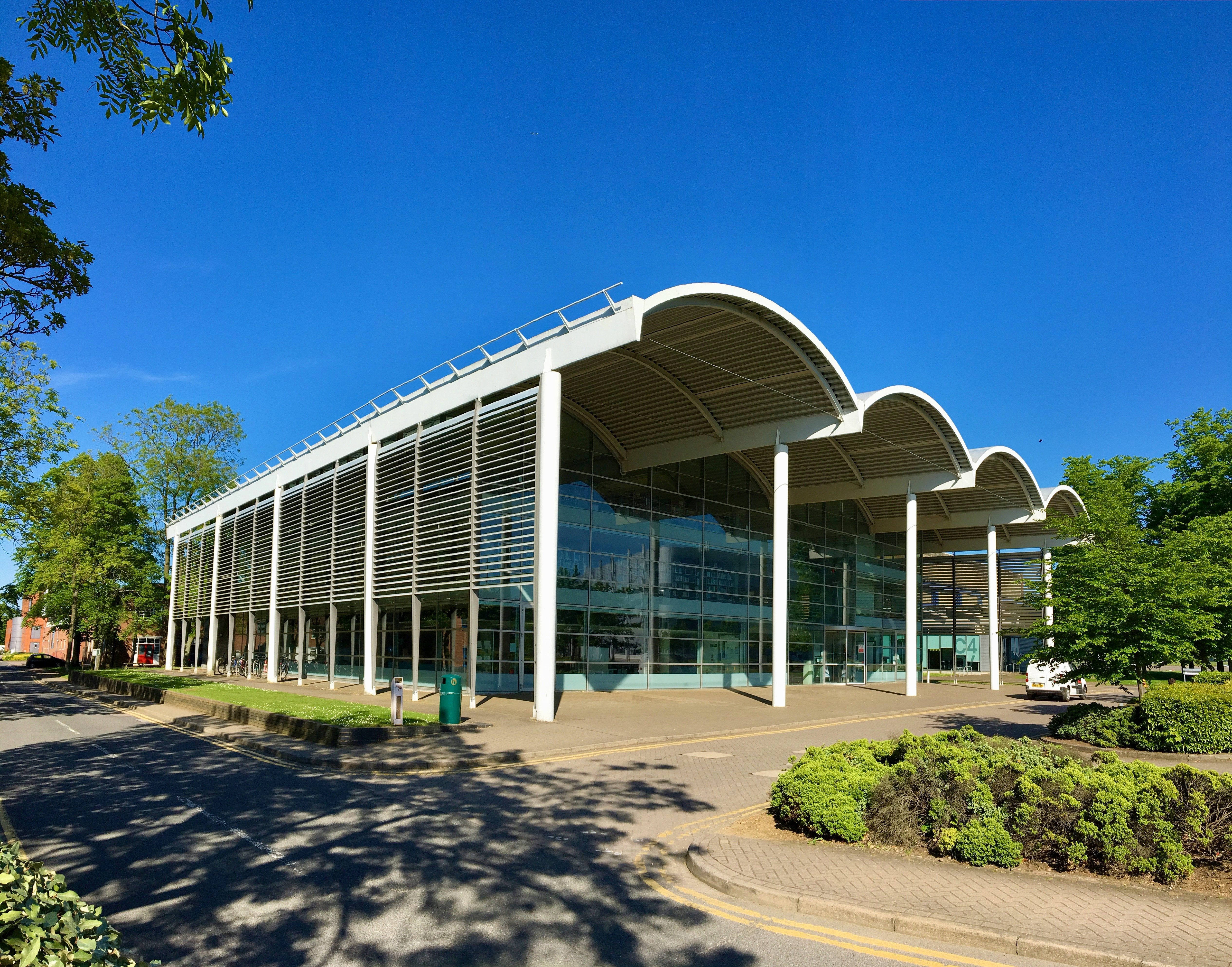
クランフィールド大学図書館

Cranfield campus is approximately 50マイル (80 km) north of central London and adjacent to the village of Cranfield, Bedfordshire. The nearest large towns are Milton Keynes and Bedford, the centres of which are both about 8マイル (13 km) away. Cambridge is about 30マイル (48 km) east.
Shrivenham is about 73マイル (117 km) west of London, adjacent to Shrivenham village, 7マイル (11 km) from the centre of the nearest town, Swindon, and around 23マイル (37 km) from Oxford.
The Cranfield campus sits within the Cambridge - Milton Keynes - Oxford corridor where there are plans to link these cities and stimulate economic growth. There is also a proposal for a rapid transit system between (an expanding) Milton Keynes and the campus, although this is still at an early concept stage.

### Technology Park
There are a number of companies located on the Cranfield University Technology Park ranging from large international companies to small start-ups. Major companies on the park include:
- The Nissan Technical Centre[17] Europe, which designs and develops cars for the European market. The NTC Europe facility occupies 19,700平方メートル (0.0076平方マイル) of the Technology Park, representing an investment of £46m by Nissan.
- Innovation Centre: the Technology Park is also the location for a large number of smaller companies.

Prior to 2016:
- Trafficmaster plc[18] occupied a 10-エーカー (40,000 m2) site for its European Headquarters. A leading company in telematics, Trafficmaster's advanced technology enables cars and roads to be used more efficiently.

### ミルトン・キーンズ
ミルトン・キーンズと共同で、ミルトン・ケインズ市近郊に新しい大学（コードネーム：MK:U）を設立するプロジェクトの学術パートナーである。計画では、ミルトン・ケインズ中心部にキャンパスを構え、2023年の開学を見込んでいる。

## 組織とガバナンス

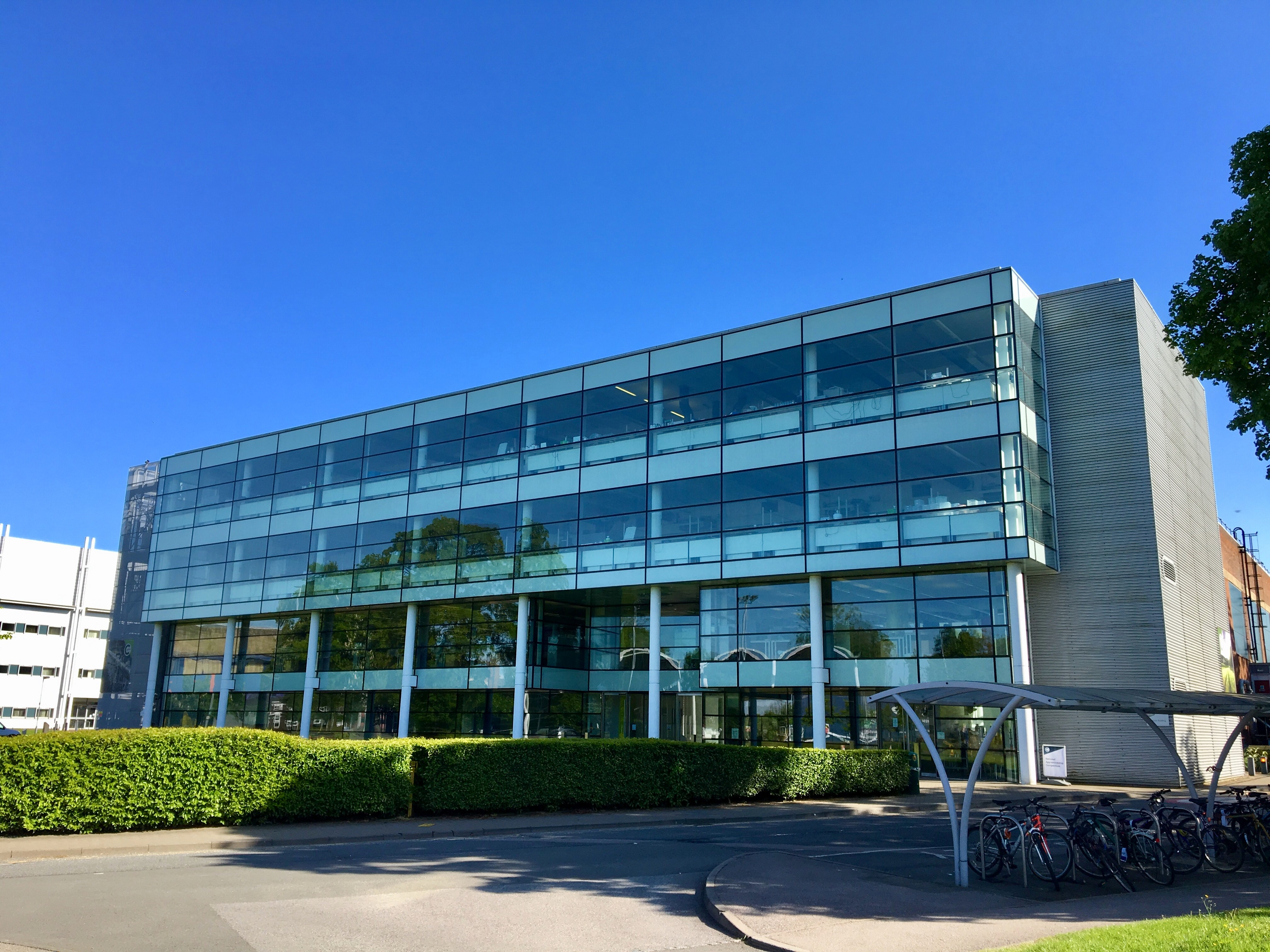
Cranfield University Vincent Building

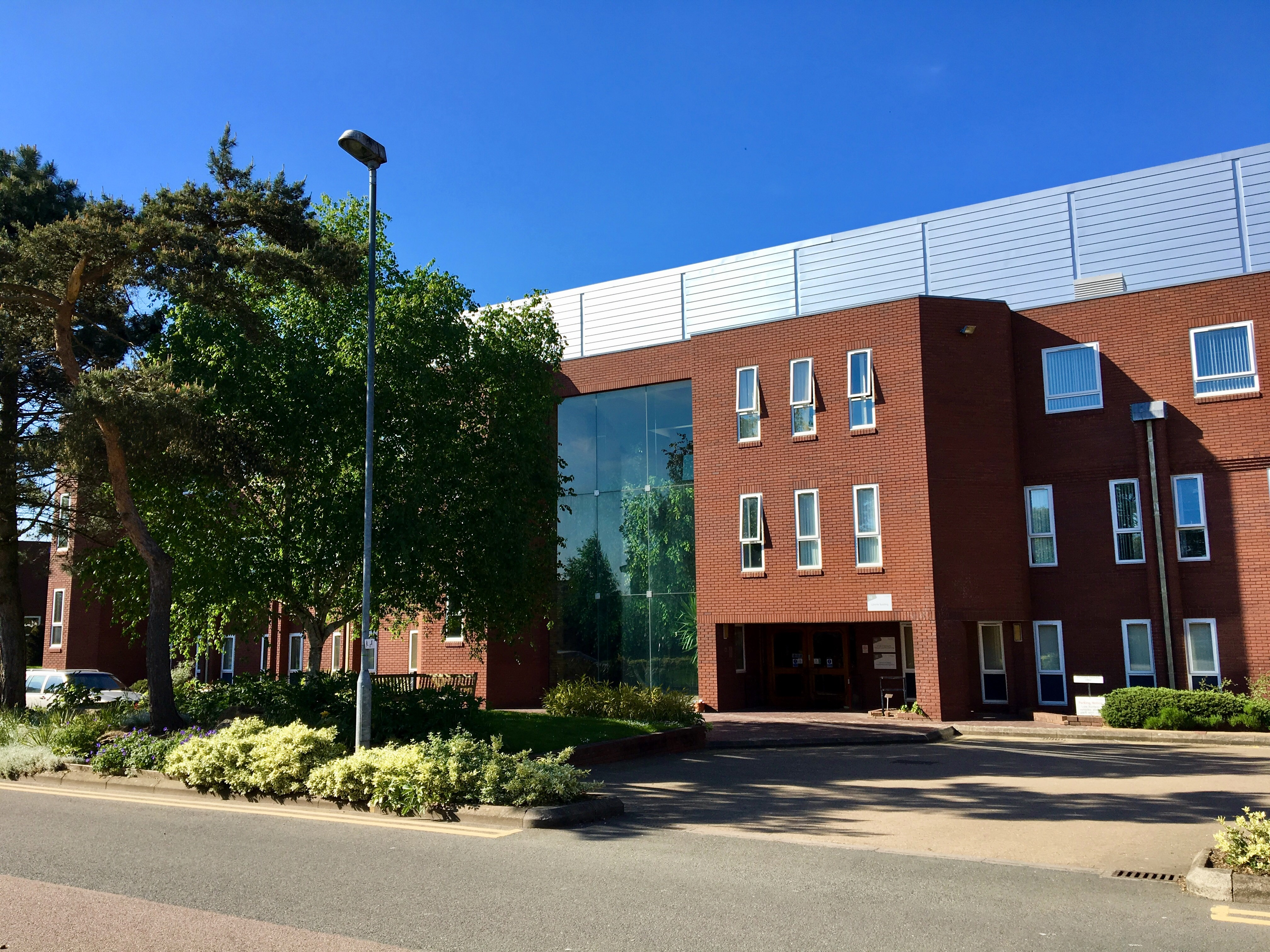
Cranfield University Whittle Building

### 標語
The university's motto, post nubes lux, means 'after clouds light'. It is depicted on the university coat of arms which was introduced when the university was awarded its royal charter.

### 総長
- 1969-1997: Harold Roxbee Cox, Lord Kings Norton
- 1998-2010: Richard Vincent, Lord Vincent of Coleshill
- 2010-2020: Baroness Young of Old Scone
- 2021-現在: ディアドラ・ハットン

### 副総長
- 1970-1989: Henry Chilver, Lord Chilver
- 1989-2006: Frank Robinson Hartley
- 2006-2012: Sir John (James) O'Reilly[22][23]
- 2013: Clifford Michael Friend - interim vice-chancellor
- 2013-2021: Sir Peter Gregson[24]
- 2021-現在: Karen Holford

### 研究科
研究科（school）は以下の通り:
- School of Aerospace, Transport and Manufacturing - 通称SATM
- School of Water, Energy, Environment and Agrifood - 通称SWEE and Agrifood
- School of Management - 通称SoM
- Cranfield Defence and Security - 通称CDS

### 研究分野
- 航空宇宙工学
- 農学・食料
- 応用人工知能
- 自動化・制御システム
- 経営管理
- 化学工学
- 土木工学
- クリーン・エネルギー
- 計算機科学
- サイバー・セキュリティ
- 生態学・持続可能性
- 経済学・金融
- 電気電子工学科
- エネルギー・動力
- 工学
- 環境科学
- 地理学
- 地球科学
- 計装
- デザイン及びイノベーション
- デザイン思考
- 国際関係
- 生命科学
- 製造工学
- 材料工学
- 数学・統計学
- 機械工学
- 力学
- 気象学・大気科学
- 軍事科学
- 物理学
- 植物・土壌科学
- 心理学
- 再生可能エネルギー
- ロボット工学
- 社会科学
- システム科学
- 輸送科学・輸送工学
- 水科学

## Academic profile

### Reputation and rankings
クランフィールド大学は大学院大学であえい、Times Higher Education World University Rankings、The Times World Rankings、The Complete University Guide、The Guardianといった、学部生受験生の大学比較に重点を置いたランキングからは除外されている。大学院のため、学部を含む大学との直接比較は難しい。主な事実と数値は以下の通りである。
- クランフィールド大学は、Centre for World University Rankings, 2017によると、世界のトップ企業でCEOの地位にある卒業生の数が、世界の教育機関の上位1％に入る[25]。
- クランフィールド経営大学院のフルタイム1年MBAプログラムは、2018年のTimes Higher Education/Wall Street Journal誌で世界第7位、英国第1位に、MSc in Finance and Managementは世界第6位、英国第2位に選ばれている[26]。
- クランフィールド経営大学院は、2018年Times Higher Educationビジネス・経済学世界ランキングで80位にランクインしている[27]。
- 2015年のQS世界大学ランキングで機械工学、航空工学、製造工学の分野で世界第39位（2019年）、世界第27位（2015年）にランクインした[28]。
- 2014年のResearch Excellence Framework（REF）において、航空工学、機械工学、化学工学、製造工学で英国内9位にランクインしている。研究力では第2位、研究成果の質では第6位。
- クランフィールドはこれまでに6回、女王記念賞を受賞している。
  - 2005年 - FMM（Fellowship in Manufacturing Management）プログラムの継続教育部門
  - 2007年 - 人道的地雷除去[29]
  - 2011年 - 事故調査の研究と訓練による航空安全への貢献[30]
  - 2015年 - 水と衛生に関する功績[31]
  - 2017年 - 天然資源の持続的利用のための大規模土壌・環境データに関する研究と教育[32]
  - 2019年 - 国立飛行研究所センターの功績[33]
- クランフィールドのグローバルセキュリティプログラムの学生は、英国におけるリスク・セキュリティ管理の進歩のためのアイデア開発に対して、2006年[34]、2008年[35]、2009年[36]にインバート賞を受賞している。

### アドミッション
2015/16年には、クランフィールド大学の学生の49％が英国から、25％がヨーロッパから、26％がその他の国からの出身者であった。クランフィールド大学の学生と職員の比率は5対1で、イギリスの全大学の中で2番目の最高水準の手厚さである。
学生の半数以上は30歳以上である。

## 学生生活

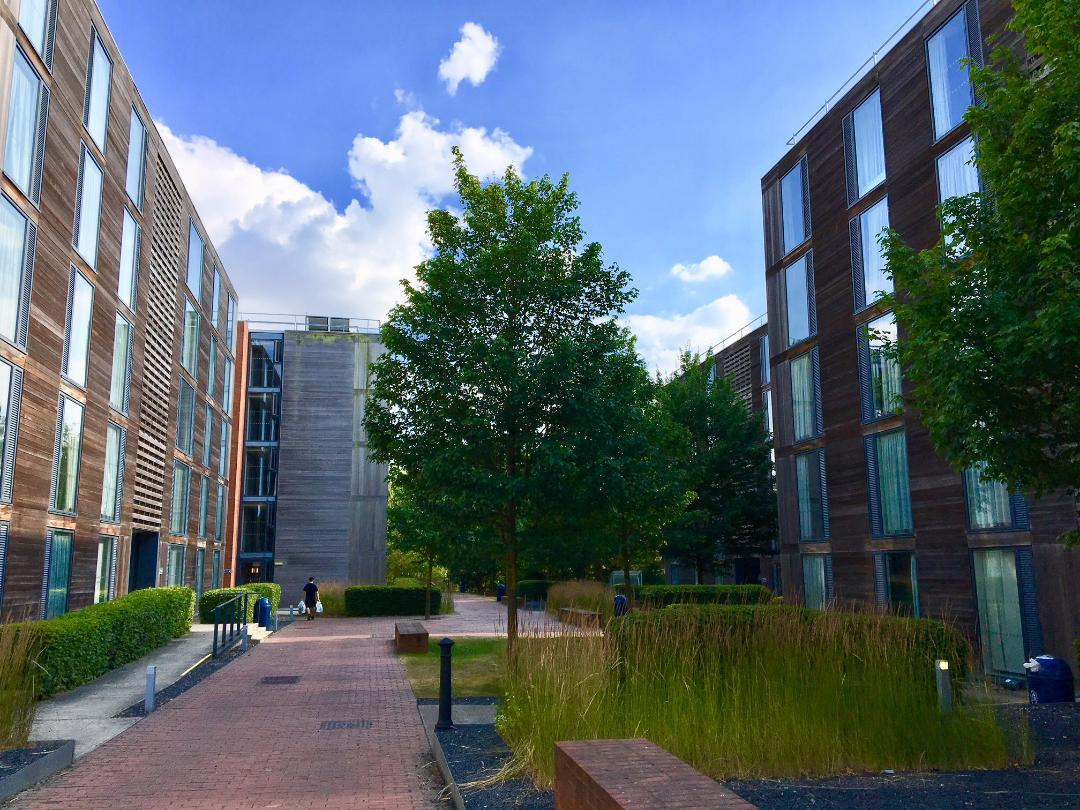
学生寮

フィットネスセンターとエアロビクススタジオを備えたスポーツセンター、競技場、スポーツピッチ、テニスコートなどの施設を備える。キャンパス内には、CSAとBudgensが運営する2つの小さなショップがある。また、Costa Coffeeが2店舗、CSAが運営するバーが1店舗あり、月曜日から金曜日まで開店している。

### 学生組合
クランフィールド学生協会（CSA）は学生組合であり、クランフィールド・キャンパス内の主要な学生バー、カフェ、ショップを運営している。キャンパスの中心部に近い114号館を拠点としています。

### 学生寮
クランフィールド大学のキャンパスには、学生寮からシェアハウス、カップル向けアパート、家族向け住宅まで、フルタイムの学生にとって幅広い宿泊施設が用意されている。
定時制の学生には、キャンパス内にある186室のクランフィールド経営開発センターと114室のミッチェルホールの2つの選択肢がある。

## 著名な出身者
クランフィールド大学は、Centre for World University Rankings, 2017によると、世界のトップ企業でCEOの地位にある卒業生が、世界の教育機関の上位1％に入っている。

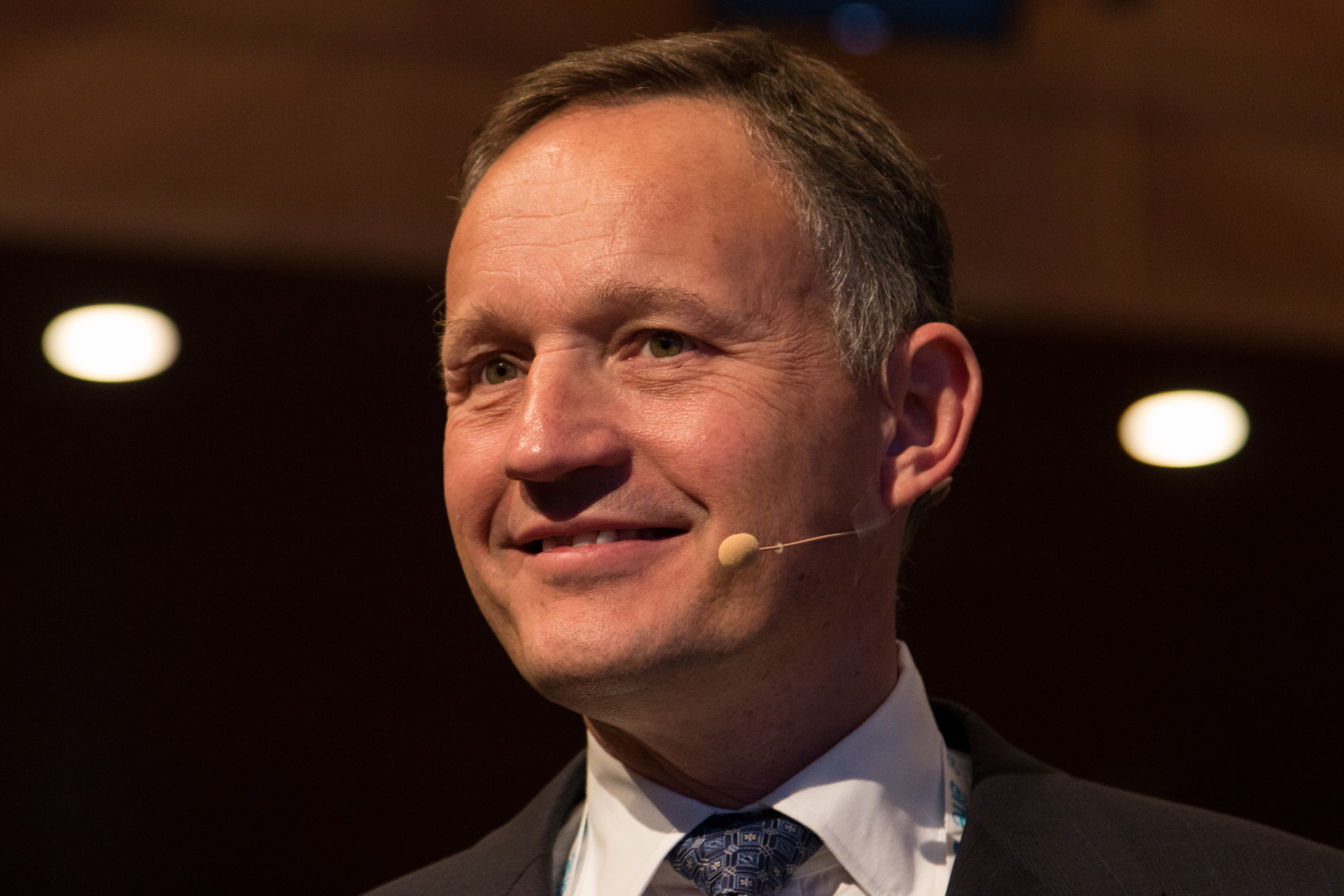
Antony Jenkins – former group chief executive, Barclays
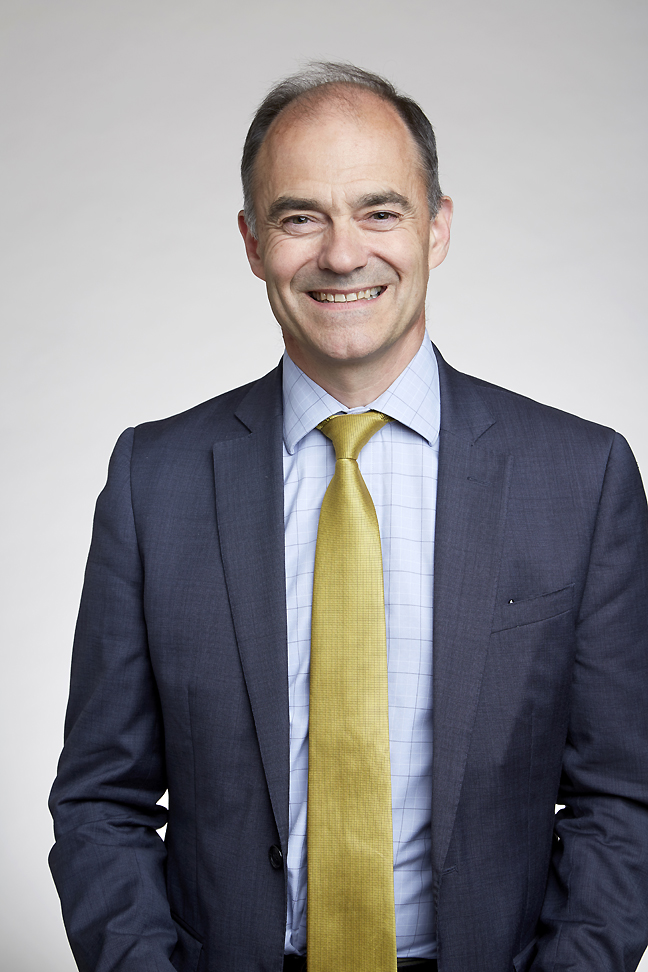
Warren East – CEO, Rolls-Royce Holdings
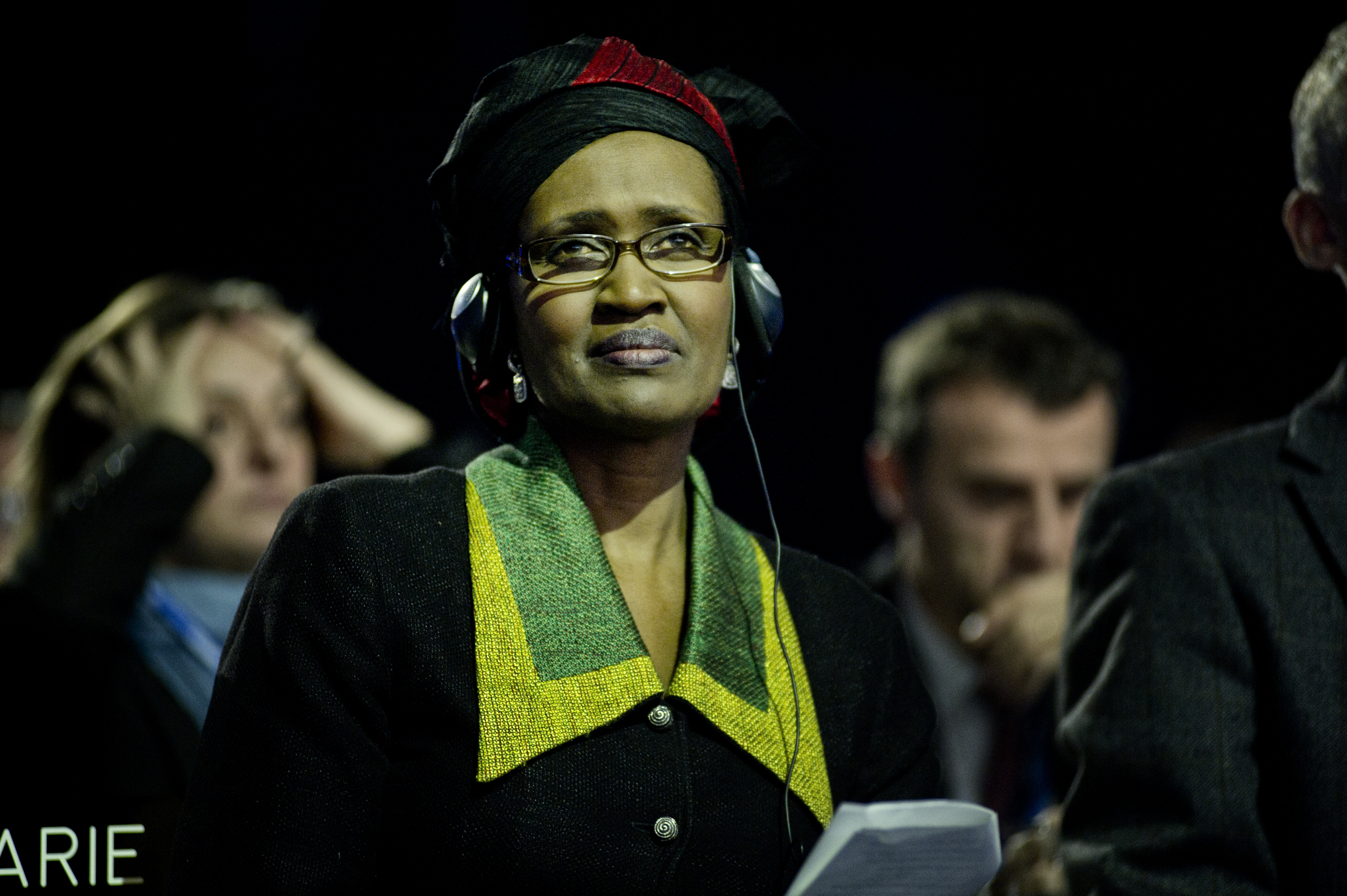
Winnie Byanyima – executive director of UNAIDS
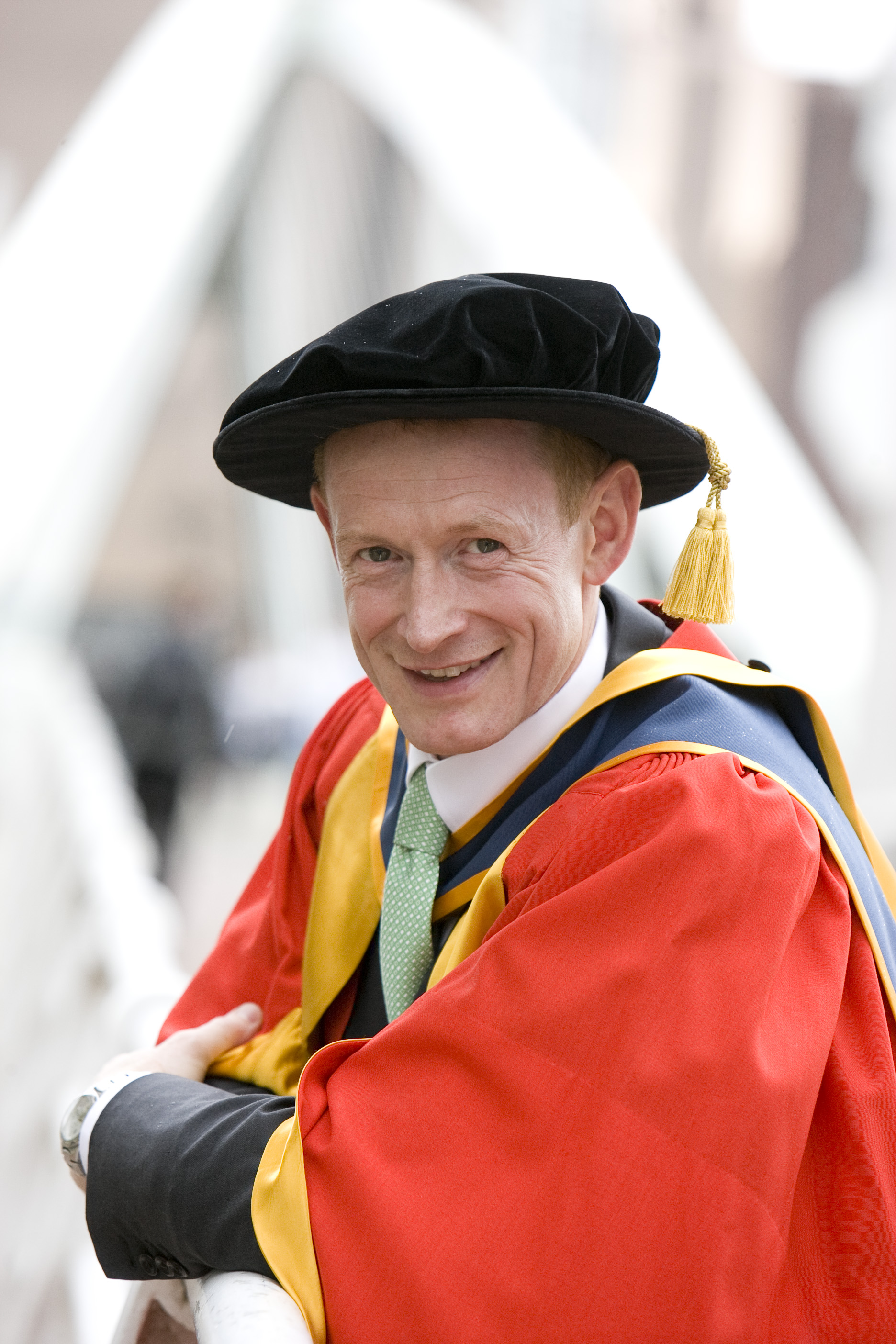
Andy Bond – former CEO, Asda
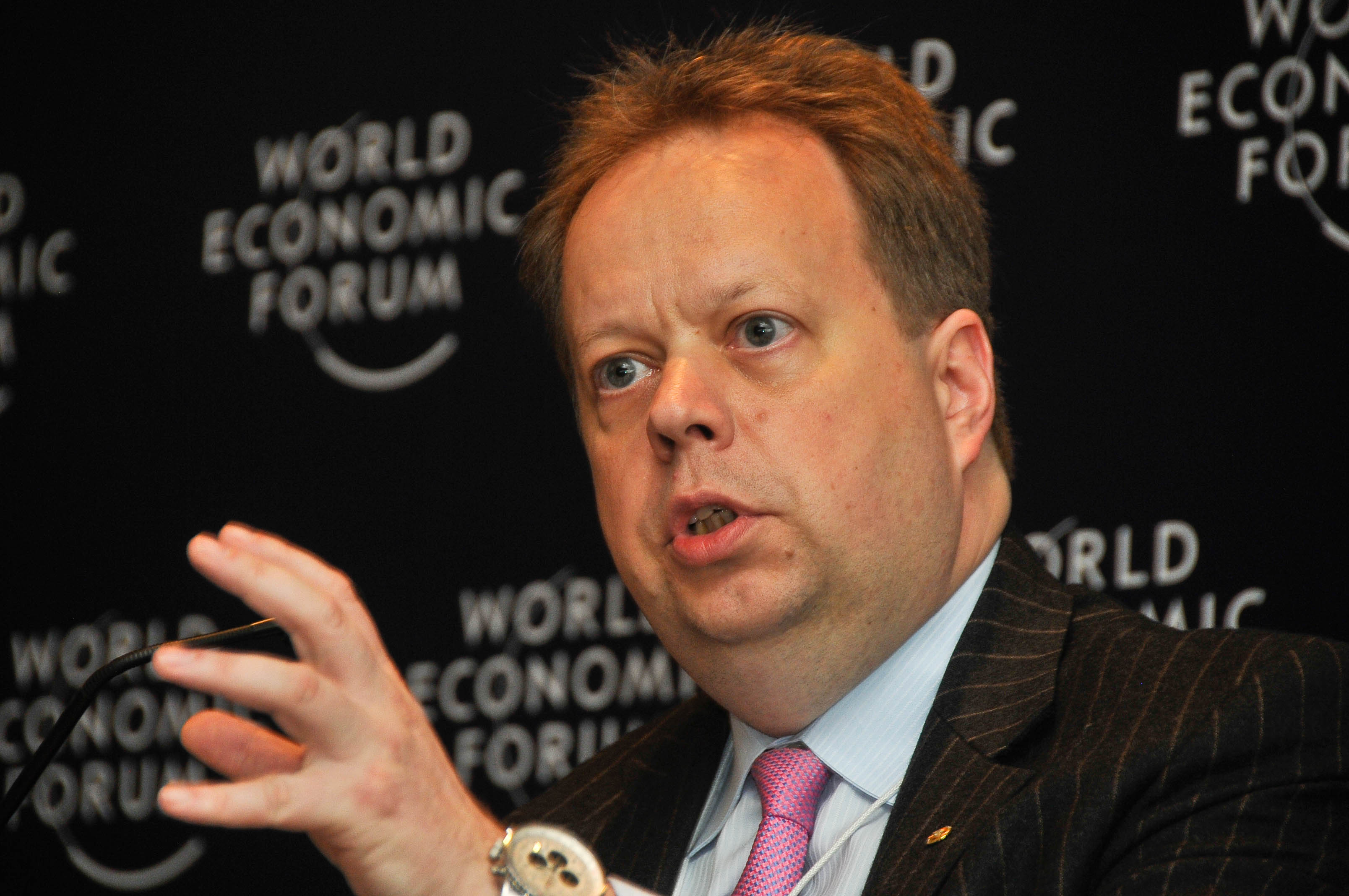
アンディ・パーマー – CEO, Aston Martin
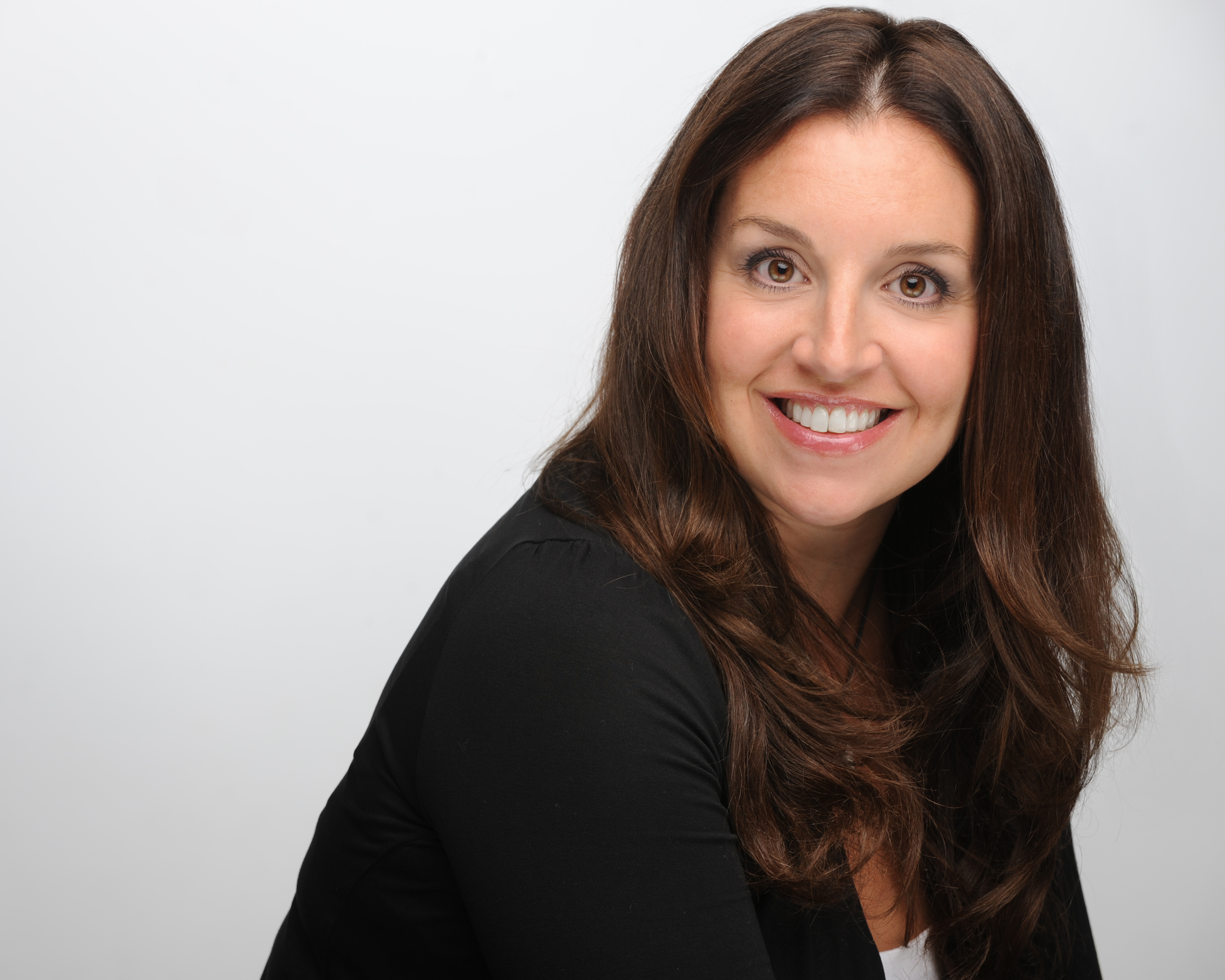
Sarah Willingham – entrepreneur and former "dragon" on the series Dragons' Den

- Nader Al-Dahabi - ヨルダン元首相
- Akinwunmi Ambode - ナイジェリア・ラゴス州知事
- Michael Bear (Lord Mayor) - ロンドン市長
- Karan Bilimoria - コブラ・ビール創設者兼会長[37]
- Crispin Blunt - ライギット議会議員
- Andy Bond - Asda元CEO
- Clifford Braimah - ガーナ・ウォーター・カンパニー・リミテッド（ガーナ水道）のマネージング・ディレクター
- Winnie Byanyima - オックスファム・インターナショナルエグゼクティブ・ディレクター
- L. J. Clancy - 『Aerodynamics』（1975年）の著者
- Nigel Doughty - Doughty Hanson＆Co元共同会長兼共同創設者
- Warren East - ロールス・ロイス・ホールディングス CEO,
- Andy Harrison - ウィットブレッド CEO
- Jack Hathaway - NASA宇宙飛行士
- John Hull - トロント大学デリバティブ及び危機管理教授
- Antony Jenkins - バークレイズ元グループ最高経営責任者
- Nick Jenkins - オンライングリーティングカード小売業者Moonpigの創設者
- Stathis Kefallonitis - 神経科学者、エンブリー・リドル航空大学教授
- Brian Norton - 太陽エネルギー技術者、ダブリン工科大学学長
- Siddhartha Lal - アイシャー・モーターズ最高経営責任者兼常務取締役、VE Commercial Vehicles会長兼最高経営責任者
- Martin Lamb - IMI plc 最高経営責任者
- Samer Majali - ロイヤル・ヨルダン航空元最高経営責任者
- Charlie Mayfield - ジョン・ルイス・パートナーシップ会長
- John McFarlane - バークレイズ会長[38]
- Lara Morgan - Company Shortcuts創設者
- Ashitey Trebi-Ollennu - NASAのロボット工学者
- Juan Rafael Elvira Quesada - メキシコ環境天然資源省長官
- エイドリアン・レイナード(Adrian Reynard) - レイナードグループ創設者
- アンディ・パーマー(Andy Palmer) - アストン・マーティン最高経営責任者
- パット・シモンズ(Patrick "Pat" Symonds) - 自動車技術者、元F1委員会役員
- Sarah Willingham - 起業家
- Haslina Taib - Dynamik Technologies社最高経営責任者
- Ted Tuppen - Enterprise Inns社最高経営責任者
- Sarah Willingham - 起業家
- Balakrishnan Suresh - インド空軍元帥

## 画像

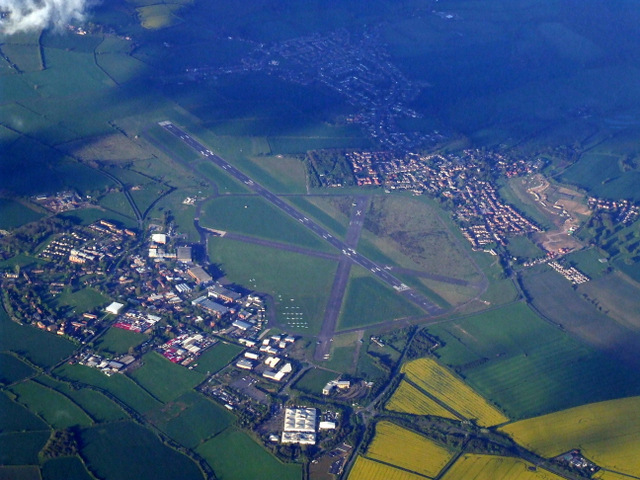
Cranfield University Birdseye view
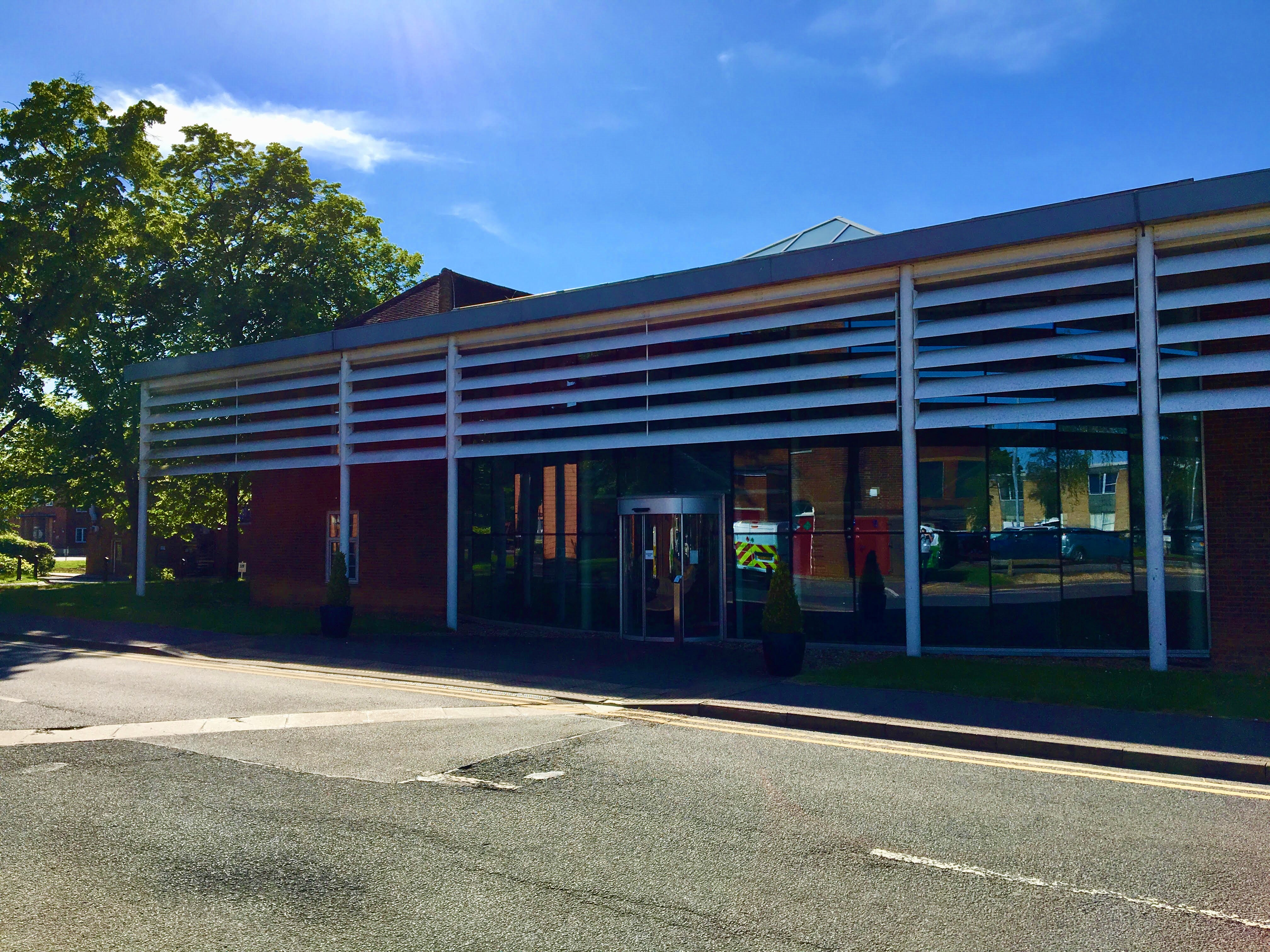
Cranfield University CMRI
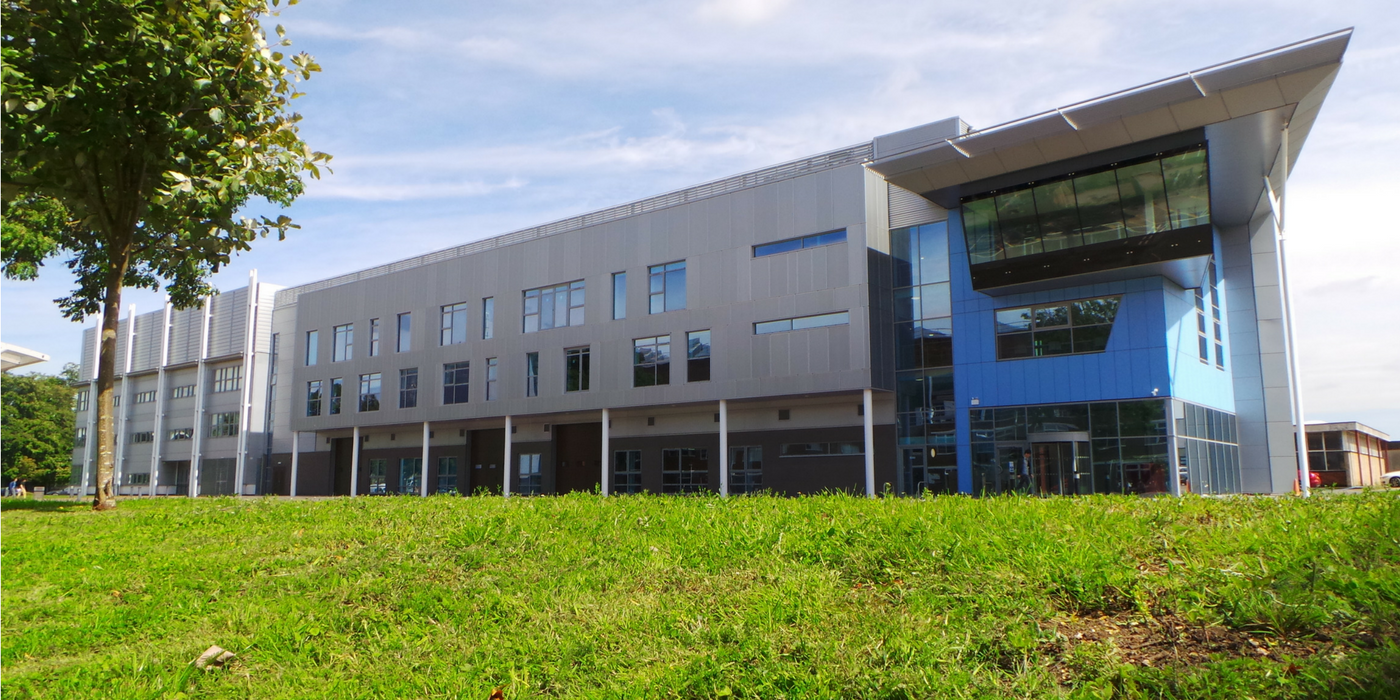
Cranfield University IMEC
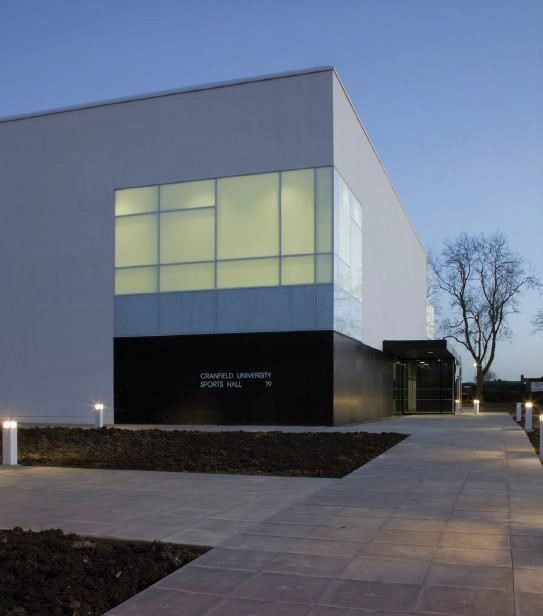
Cranfield University Sports Hall
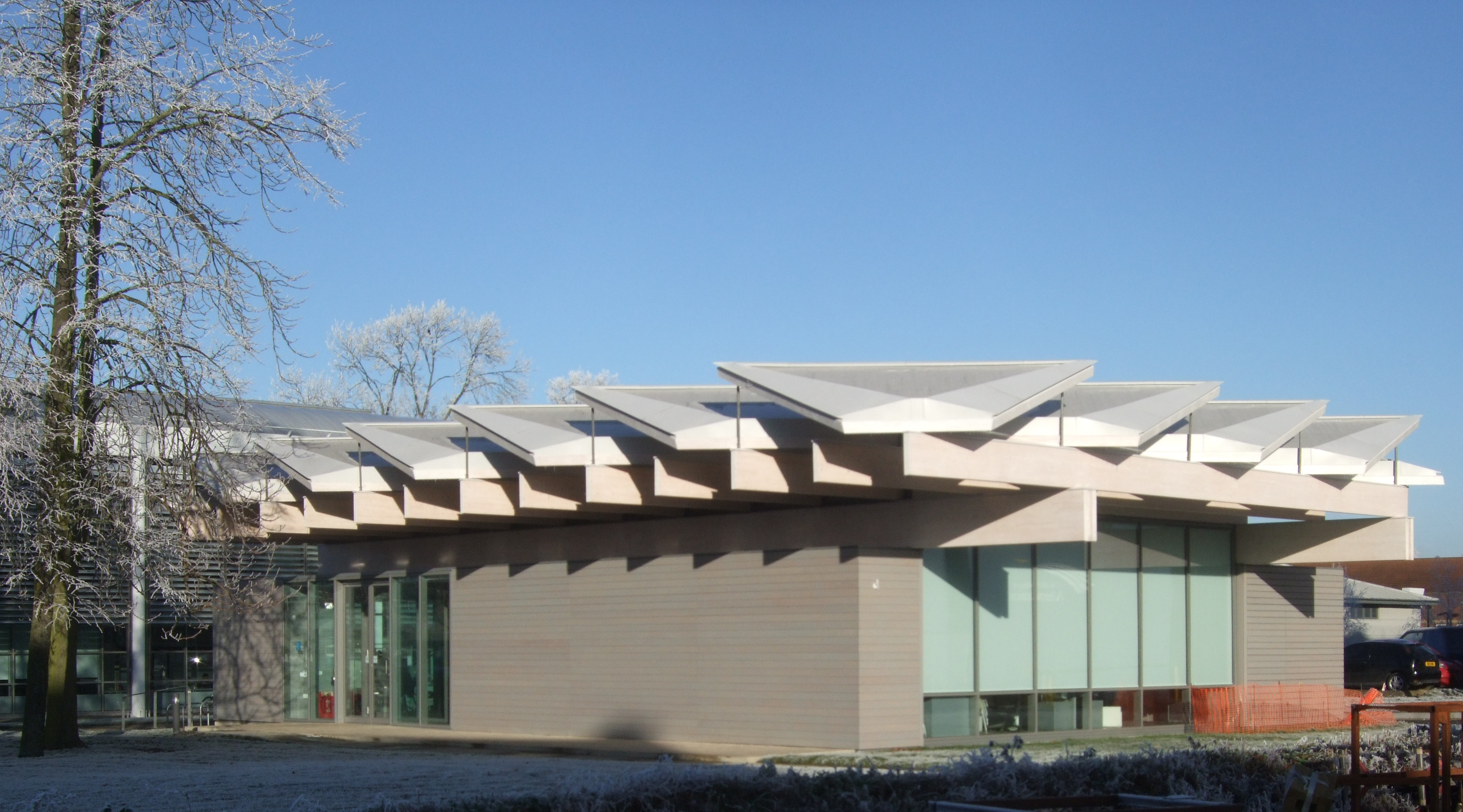
C4D Building, the Centre for Creative Competitive Design, opened 2010
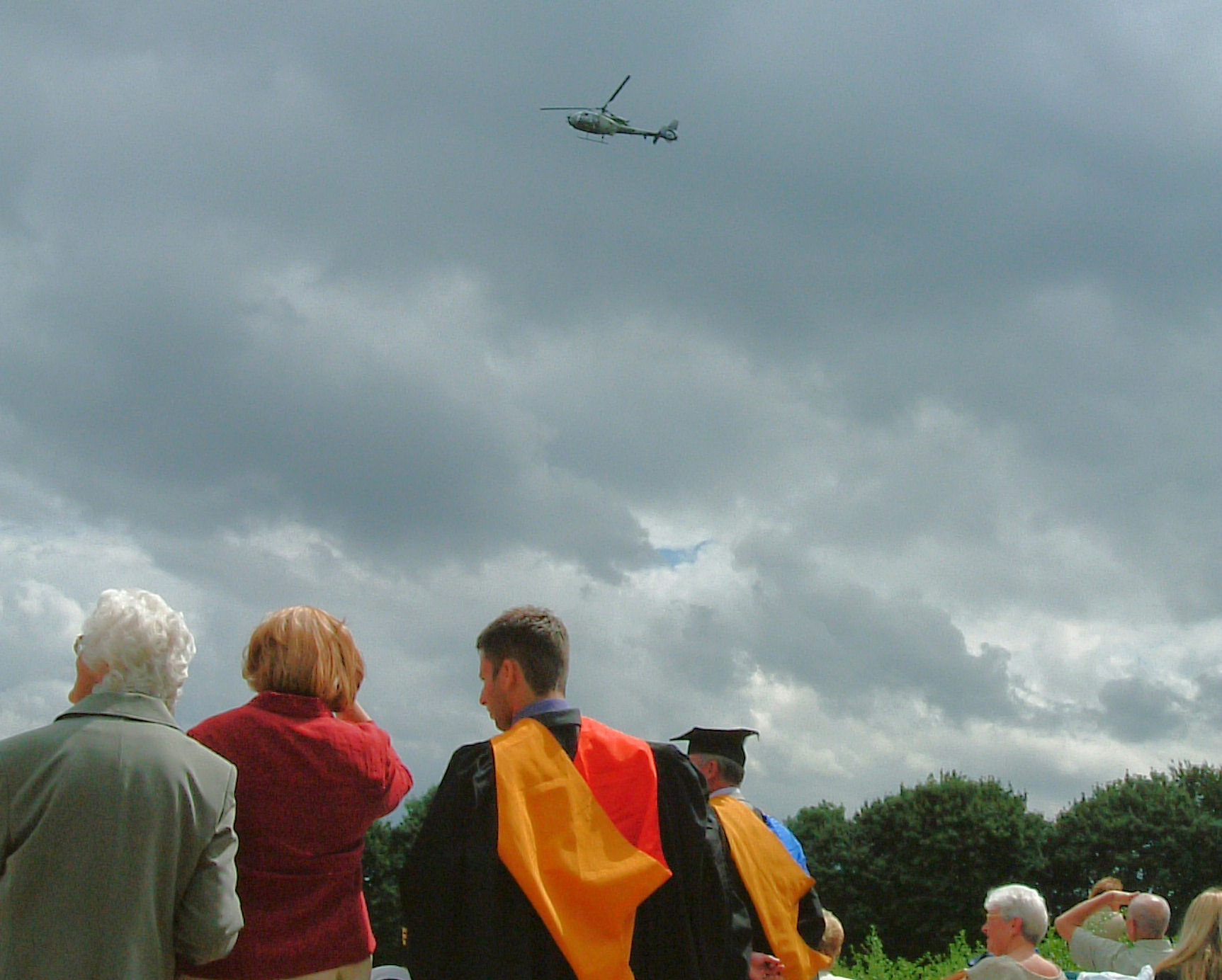
Army helicopter display team, graduation 2004
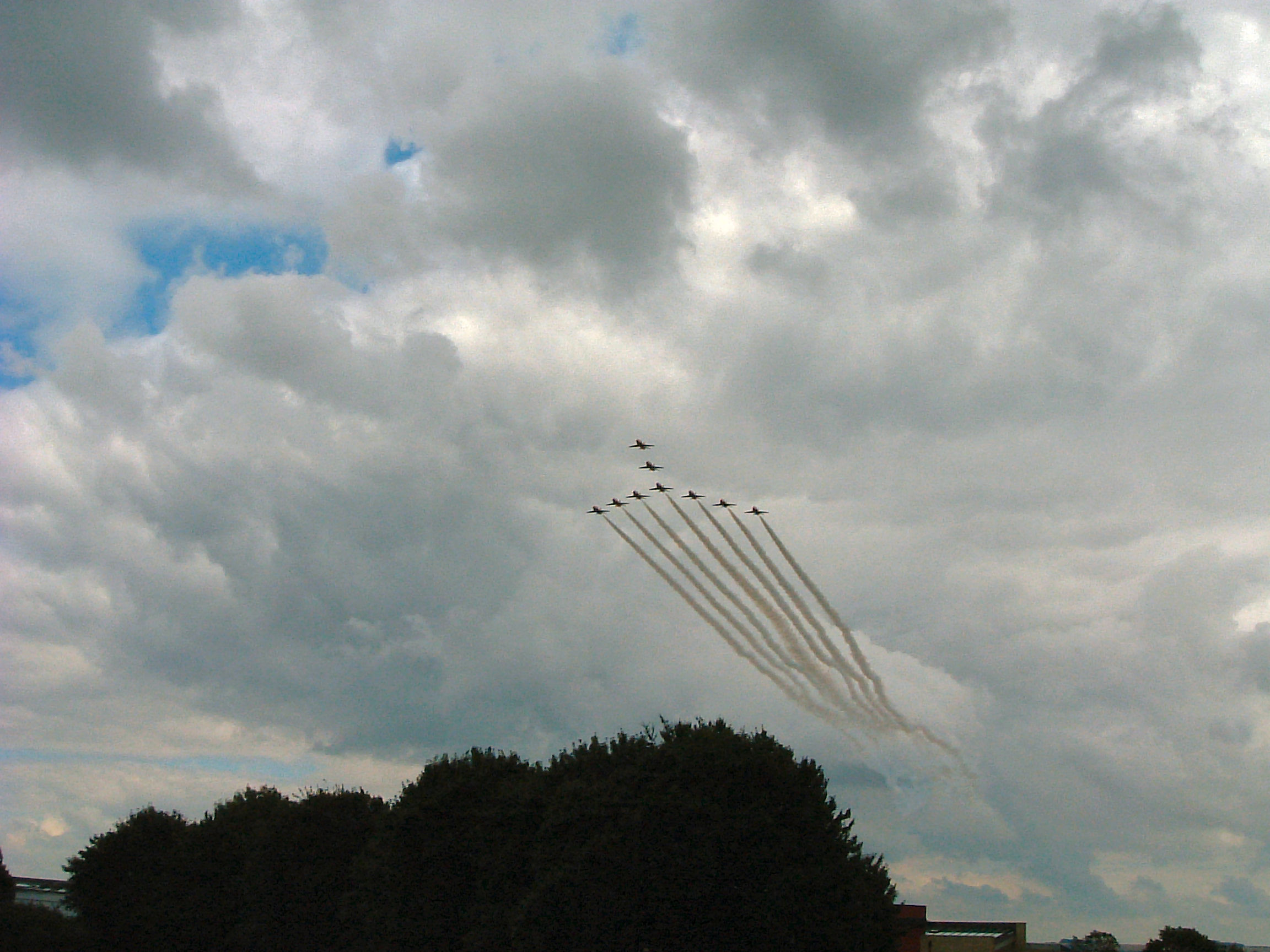
RAF Red Arrows display team, Shrivenham graduation, July 2003
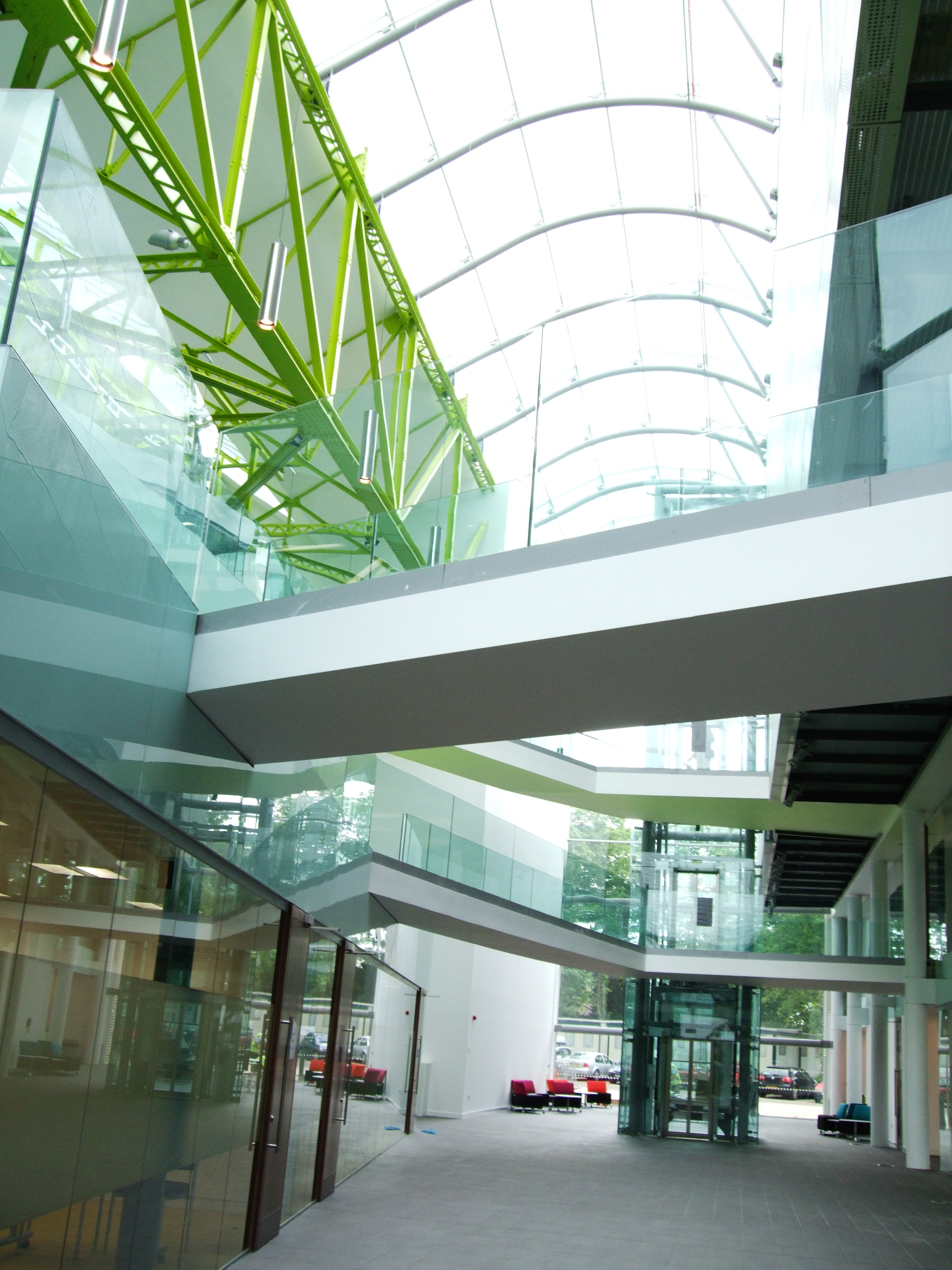
The new Vincent Building's interior, June 2008
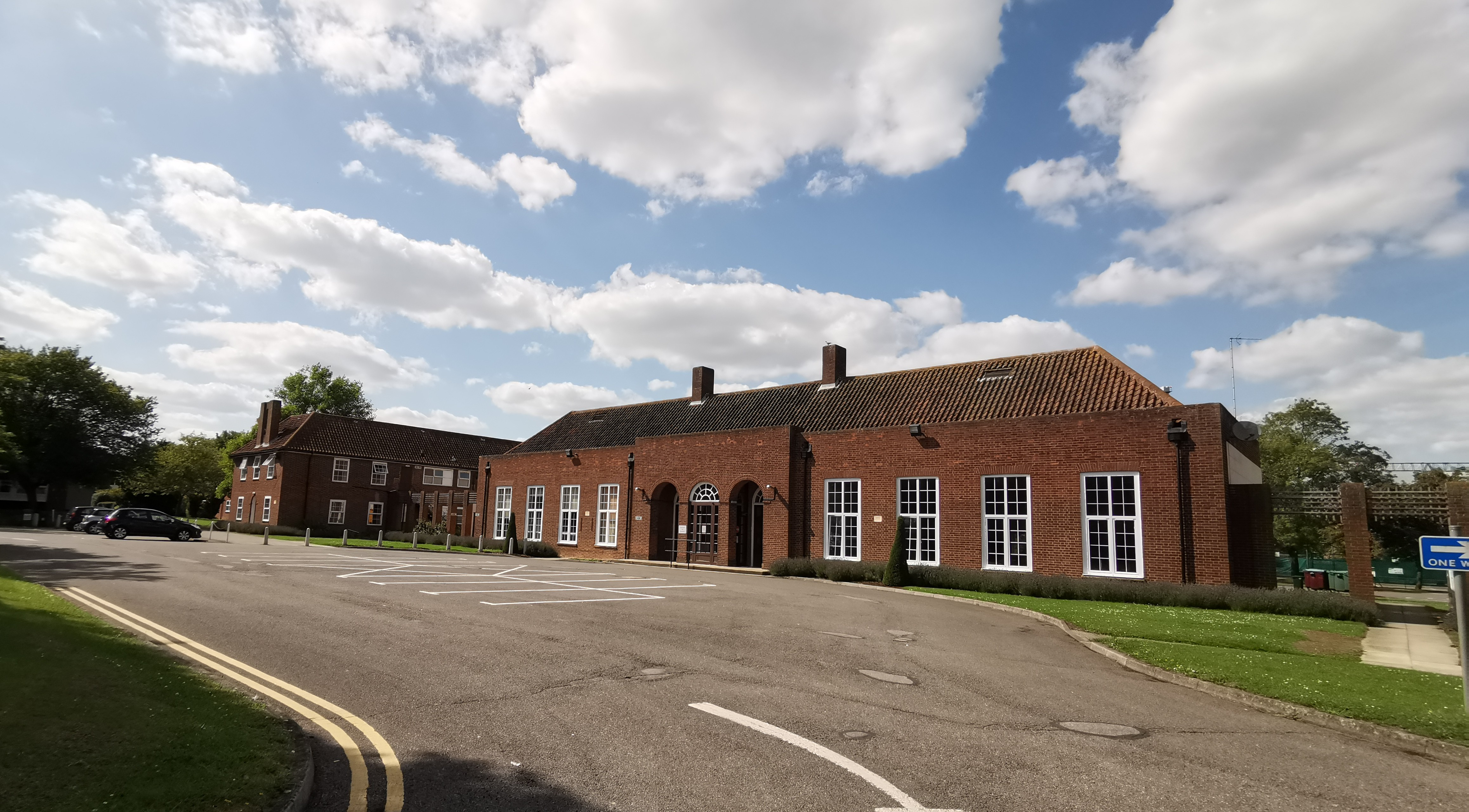
Lanchester Hall
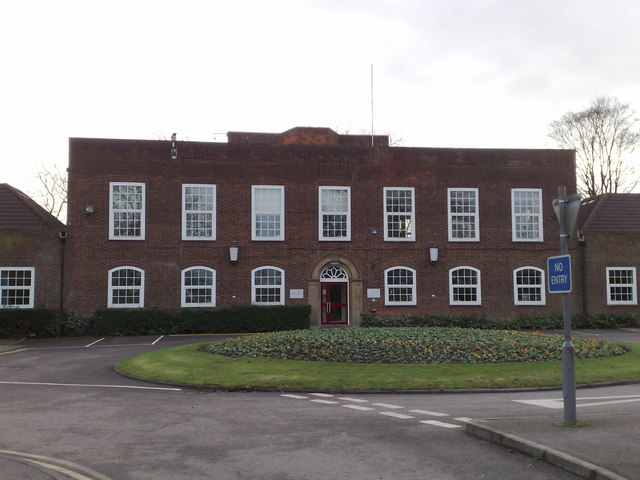
Kent House
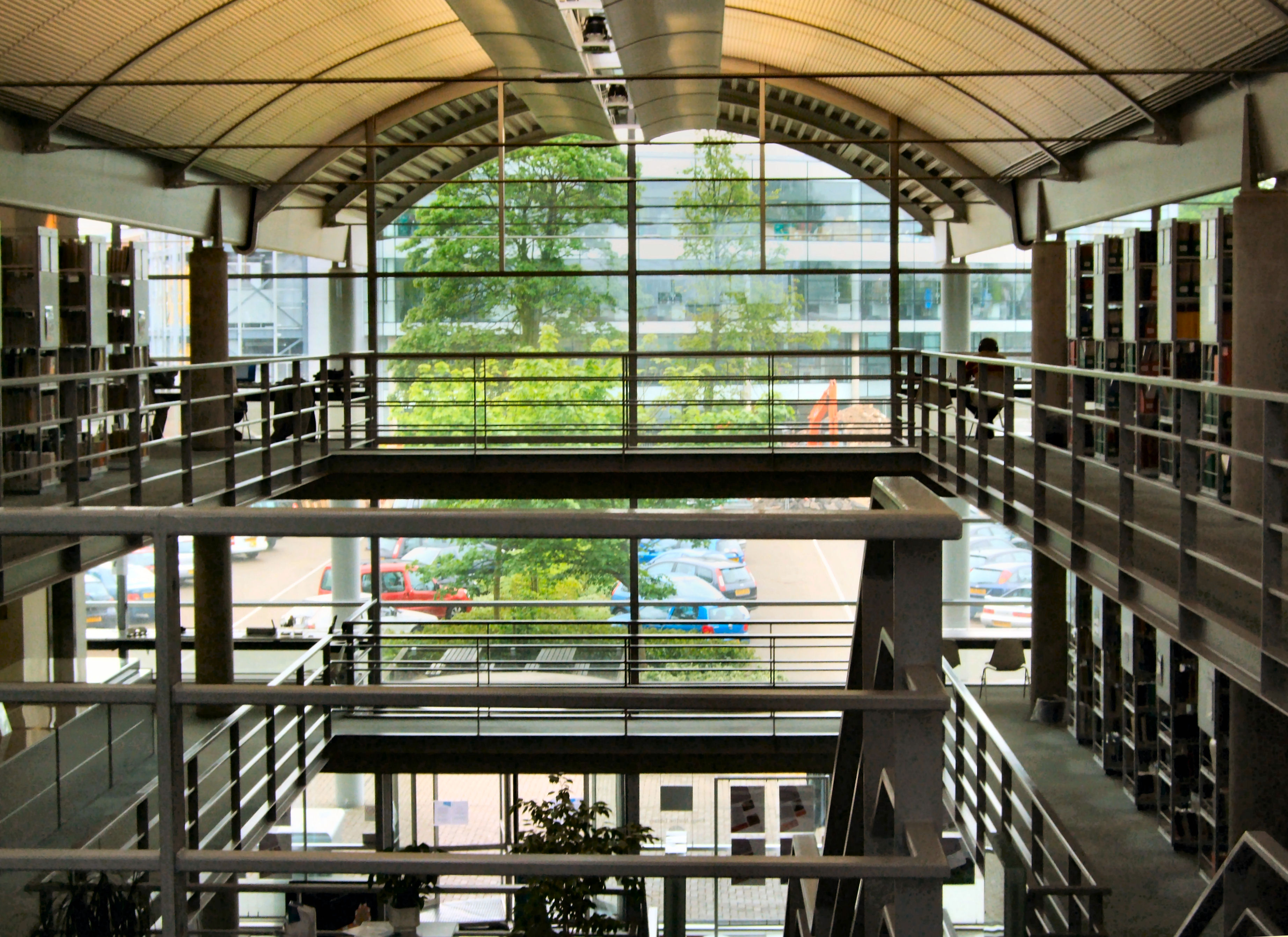
Cranfield Library
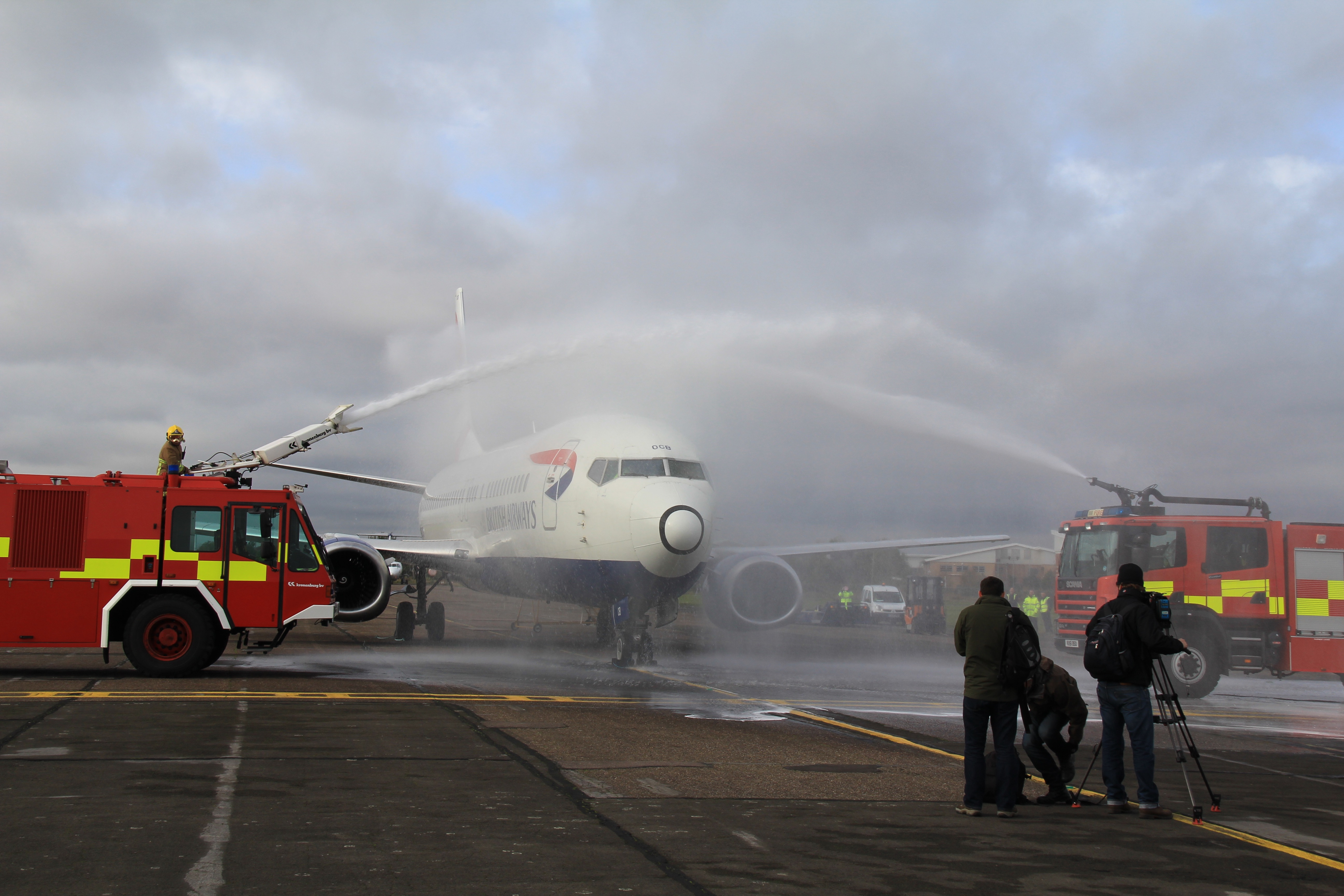
Boeing 737 G-DOCB arrives at Cranfield University
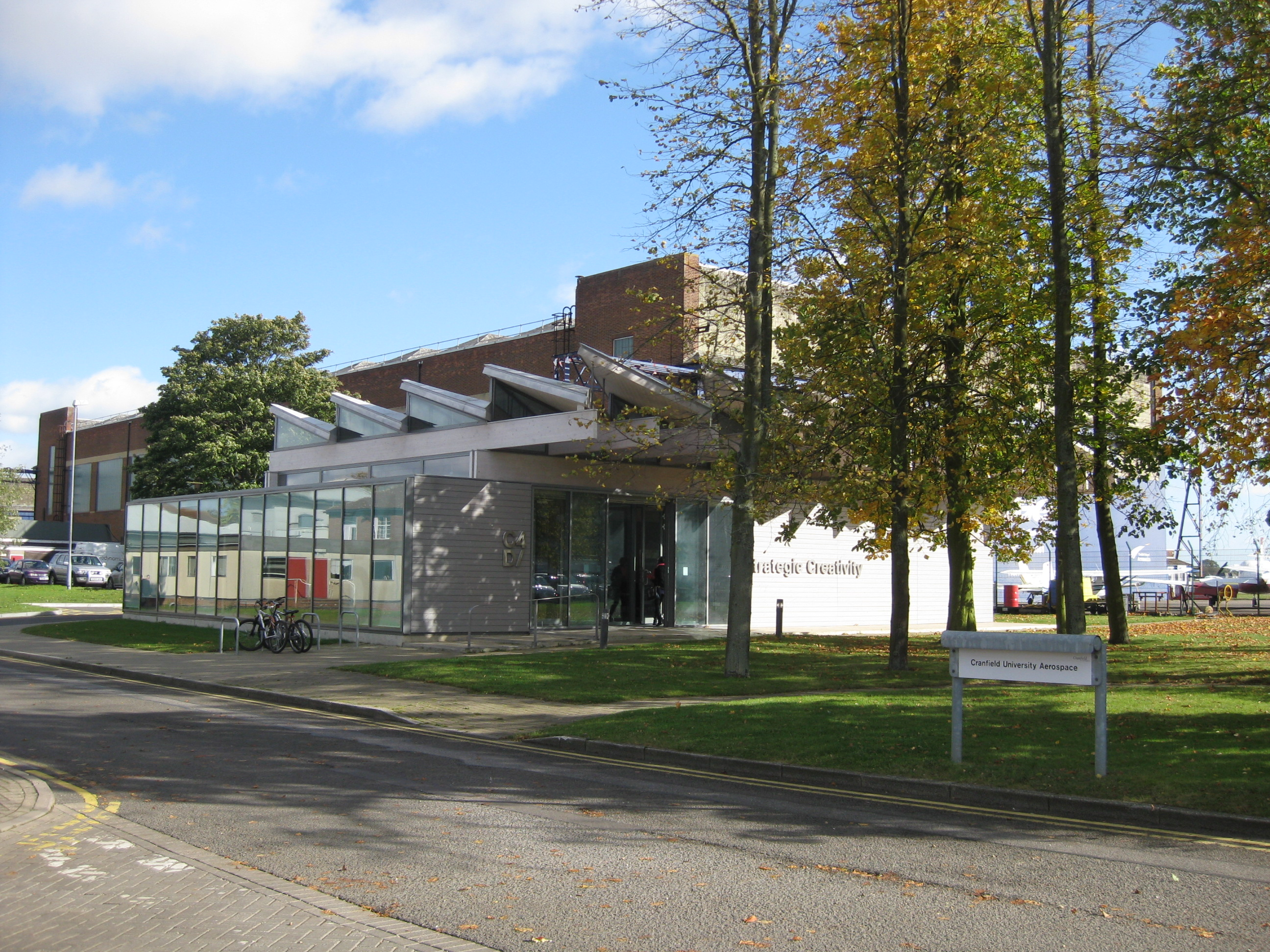
Cranfield University C4D Centre for Design
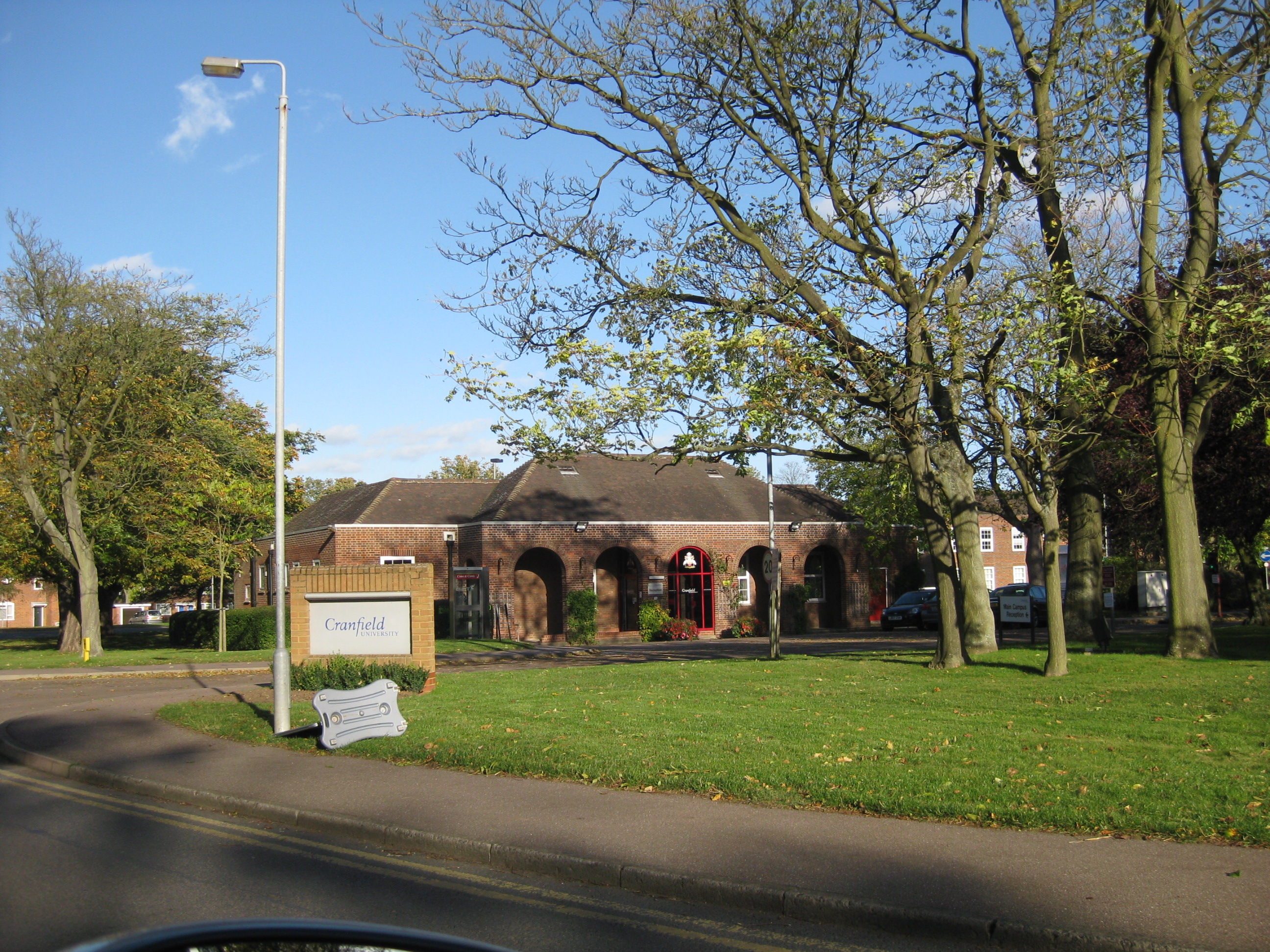
Cranfield University
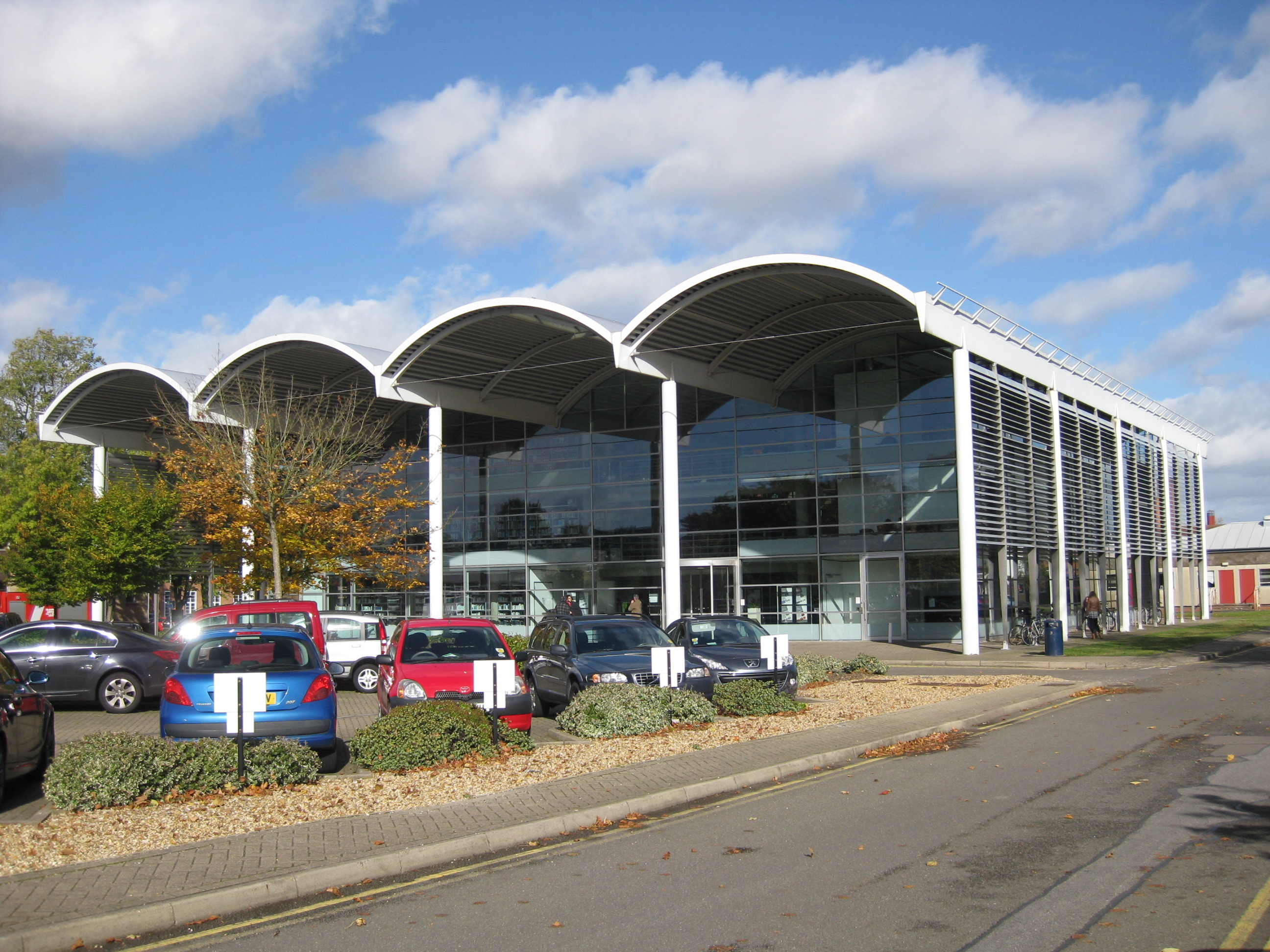
Cranfield University Library